# Emmanuelle Antille
Emmanuelle Antille (* 27. Mai 1972 in Lausanne) ist eine Schweizer Regisseurin und Videokünstlerin.

## Leben und Werk
Emmanuelle Antille studierte von 1991 bis 1996 an der École supérieure d'art visuel in Genf und anschließend von 1997 bis 1998 an der Rijksakademie van beeldende kunsten in Amsterdam. Sie ist Filmregisseurin, Videokünstlerin und Fotografin. Sie schreibt Drehbücher und Texte über ihre Arbeiten. Antille war von 2008 bis 2021 Professorin an der Geneva University of Art and Design in Genf.
Mit der Video-Installation Angels Camp bespielte Antille 2003 den Schweizer Pavillon auf der Biennale di Venezia in Venedig. Im Jahr 2012 drehte sie den Spielfilm Avanti mit Hanna Schygulla, Nina Meurisse und Miou-Miou. 2018 folgte der Dokumentarfilm A Bright Light – Karen And The Process über die Sängerin Karen Dalton, der 2020 beim Festival Dock of the Bay in San Sebastián den Preis für den besten Musikdokumentarfilm erhielt. The Wonder Way von 2023 ist ihr zweiter Dokumentarfilm. Er wurde in Nyon auf dem Visions du Réel mit dem Spezialpreis der Jury ausgezeichnet und 2024 auf den Solothurner Filmtagen gezeigt.

## Filme
- 2003: Angels Camp – 80’ – Fiktion
- 2005: Rollow – 103’ – Fiktion
- 2012: Avanti – 85’ – Fiktion[5]
- 2018: A Bright Light – Karen and the Process – 94’ – Dokumentation

## Auszeichnungen (Auswahl)
- 1999 und 2000: Eidgenössischer Preis für freie Kunst
- 2000 und 2001: Kiefer Hablitzel Stipendium
- 2001: Eidgenössischer Preis für Kunst
- 2001: Atelier der Schweizerischen Eidgenossenschaft
- 2005: Fondation vaudoise pour la culture
- 2012: Prix Découverte pour le Premier Film, Film Festival Namur, Belgique
- 2013: Ateliers d'artistes en Valais
- 2020: Best Musical Documentary, Dock of The Bay Film Festival, San Sebastiàn
- 2024: Bourse arts plastiques du Canton de Vaud[6]

## Schriften
- Angels Camp: First Songs: Four Short Stories Based on the Angels Camp Screenplay, 1. September 2003, Artimo Foundation Breda; Bilingual Edition, (französisch) ISBN 978-9-0753-8064-4
- KD – Karen Dalton, 1. Oktober 2021, Presses du Reel, ISBN  978-2-8399-3324-7